# Eriogonum inflatum
Espèce
Eriogonum inflatum est une plante de la famille des Polygonaceae, originaire du sud-ouest des États-Unis et du nord du Mexique.

## Description morphologique

### Appareil végétatif
Cette plante herbacée grêle mesure entre 10 et 100 cm de hauteur. Les feuilles forment une rosette à la base de la plante. Elles possèdent un long pétiole et leur limbe, qui mesure de 1 à 5 cm de longueur, est de forme ovale. De cette rosette s'élèvent une ou quelques tiges vert-gris, dépourvues de feuilles, qui sont charnues juste en dessous de leur ramification. Cette partie enflée a un goût acidulé assez plaisant.

### Appareil reproducteur

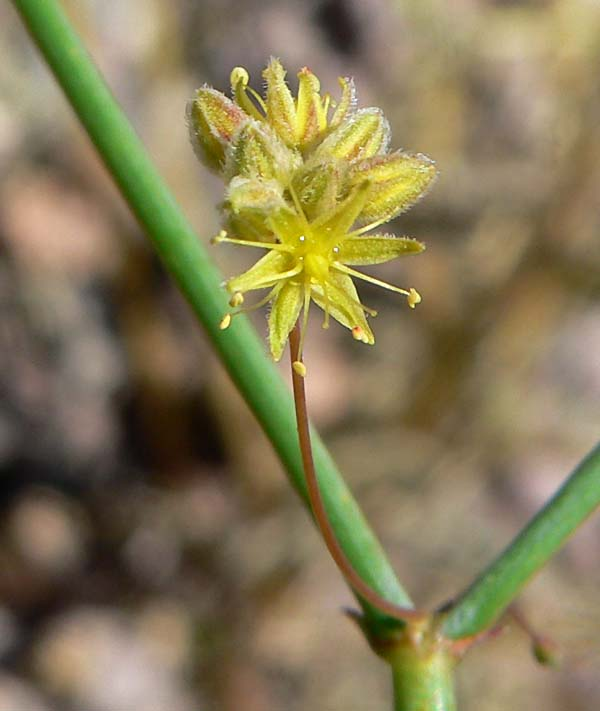
Détail des fleurs dEriogonum inflatum

La floraison a lieu entre mars et juillet.
Les fleurs, minuscules et de couleur jaune, apparaissent à l'extrémité d'un pétiole très mince sur la partie ramifiée des tiges.

## Répartition et habitat
Eriogonum inflatum pousse sur sol sableux ou rocheux des déserts du nord du Mexique et du sud-ouest des États-Unis. On la trouve notamment du sud de la Californie jusqu'au sud de l'Utah, dans une grande partie de l'Arizona, et en Basse-Californie.

## Eriogonum inflatumet l'homme
Les tiges séchées de cette plante étaient fumées par certains Amérindiens.